# 1150

## Události
- založen cisterciácký klášter Svaté Pole
- založen cisterciácký klášter Bronnbach

## Narození
- 26. ledna – Fachruddín ar-Rází, perský polyhistor a islámský učenec († 29. března 1210)
- ? – Adéla Francouzská, regentka a hraběnka z Blois, Chartres a Châteaudunu, dcera francouzského krále Ludvíka VII. a Eleonory Akvitánské († po 1195)
- ? – Anežka z Loonu, bavorská vévodkyně († 1191)
- ? – Guy de Lusignan, francouzský rytíř, sňatkem s princeznou Sibylou jeruzalémský král († 1194)
- ? – Robert z Arbrisselu, potulný kazatel, poustevník, teolog a zakladatel kláštera Fontevrault († 1117)
- ? – Balduin V. Henegavský, hrabě henegavský († 17. prosince 1195)
- ? – Bonifác z Montferratu, markýz z Montferratu, vůdce 4. křížové výpravy († 4. září 1207)
- ? – Šmuel ibn Tibon, židovský lékař, filozof a překladatel († 1230)

## Úmrtí
- Jindřich Zdík, olomoucký biskup (* asi 1083)
- 4. srpen – Gertruda Babenberská, česká kněžna, manželka Vladislava II., spoluzakladatelka Strahovského kláštera (* asi 1118)

## Hlavy států
- České knížectví – Vladislav II.
- Svatá říše římská – Konrád III.
- Papež – Evžen III.
- Anglické království – Štěpán III. z Blois
- Francouzské království – Ludvík VII.
- Polské knížectví – Boleslav IV. Kadeřavý
- Uherské království – Gejza II.
- Kastilské království – Alfonso VII. Císař
- Rakouské markrabství – Jindřich II. Jasomirgott
- Byzantská říše – Manuel I. Komnenos